# Carl Bosch
Carl Bosch (Köln, 1874. augusztus 27. – Heidelberg, 1940. április 26.) német vegyész. 1931-ben Friedrich Bergiusszal megosztva  kémiai Nobel-díjban részesült a magas nyomású kémiai módszerek tanulmányozásáért. 

## Pályafutása
Carl Bosch 1874. augusztus 27-én született a németországi Kölnben, Carl Friedrich Alexander Bosch és felesége, Paula Liebst hét gyermeke közül az elsőként. Apja sikeres kereskedőként víz- és gázszerelvényeket árusításával vált gazdaggá. Apai nagybátyja, Robert Bosch híres mérnök és feltaláló volt, ő fejlesztette ki az első jól használható nagyfeszültségű gyújtógyertyát a belső égésű motorokhoz. Carl affinitása a műszaki- és természettudományokhoz már fiatalon megmutatkozott, apja cégénél lakatos- és finommechanikai munkákat végzett, de saját kémiai laboratóriumot is berendezett. 1893-ban befejezte a kölni reálgimnáziumot és egy évig a sziléziai Kotzenauban egy lakatos- és öntőmintaüzemben dolgozott tanoncként, hogy a gyakorlatban kitanulja a kohászatot. 1894-től 1896-ig a Berlini Műszaki Főiskolán tanult kohászati és gépészmérnöki ismereteket, majd a Lipcsei Egyetem kémia szakán folytatta tanulmányait. Itt szerezte diplomáját 1898-ban.   
1899 áprilisában felvették a BASF (Badische Anilin- und Sodafabrik) vegyipari céghez, ahol eleinte a szintetikus indigó gyártási módszerén dolgozott. Később a légköri nitrogén megkötésére alkalmas módszereket kezdett kidolgozni fémcianidok és nitridek felhasználásával; ehhez kapcsolódóan 1907-ben előállt egy új módszerrel a bárium-cianid ipari előállítására. 
1908-ban a BASF megvásárolta Fritz Haber módszerét, amellyel laboratóriumi körülmények között fémkatalizátorok segítségével nitrogénből és hidrogénből ammóniát állított elő. A cég Boscht bízta meg a reakció ipari körülményekre való adaptálásával. Haber a drága és ritka ozmiumot és uránt használta katalizátorként; Bosch felfedezte hogy ehelyett a tiszta vas is ellátja ezt a feladatot. Kidolgozott egy magas nyomáson és magas hőmérsékleten zajló folyamatot, ahol a hidrogént is úgy állította elő, hogy a forró vízgőzt fémkatalizátorral bontotta. A Haber-Bosch reakció alapvető fontosságúvá vált a modern vegyipar számára, amely lehetővé tette a légköri nitrogén felhasználását a különböző vegyületekhez, mint például a műtrágyákhoz. 
Az első nitrogénmegkötő vegyipari üzem, a Stickstoffwerke 1913-ban kezdte el működését Oppauban; a második (Leunawerke) 1917-ben, Merseburg mellett. Utóbbi metanol előállításával és olaj hidrogenizálásával is foglalkozott. 1919-ben Boscht kinevezték a BASF ügyvezető igazgatójává.     
1925-ben a német vegyipar legnagyobb cégei, a BASF, a Hoechst, a Bayer és három másik egyesült és megalapították az I.G. Farben konszernt, amelynek Carl Bosch lett az első igazgatója. 
1931-ben Carl Bosch a magas nyomású vegyipari folyamatok kidolgozásáért (a kőszénből szintetikus üzemanyagot előállító Friedrich Bergius-szal megosztva) elnyerte a kémiai Nobel-díjat.   
1935-ben őt választották az I.G. Farben felügyelőbiztosságának elnökévé. 1937-ben Bosch lett a Vilmos császár Társaság (a német kutatóintézetek koordináló szerve) elnöke. Mindig is kritizálta a nemzetiszocialistákat, így Hitler hatalomra jutása után fokozatosan kisebb befolyással járó pozíciókba helyezték át.  

## Elismerései

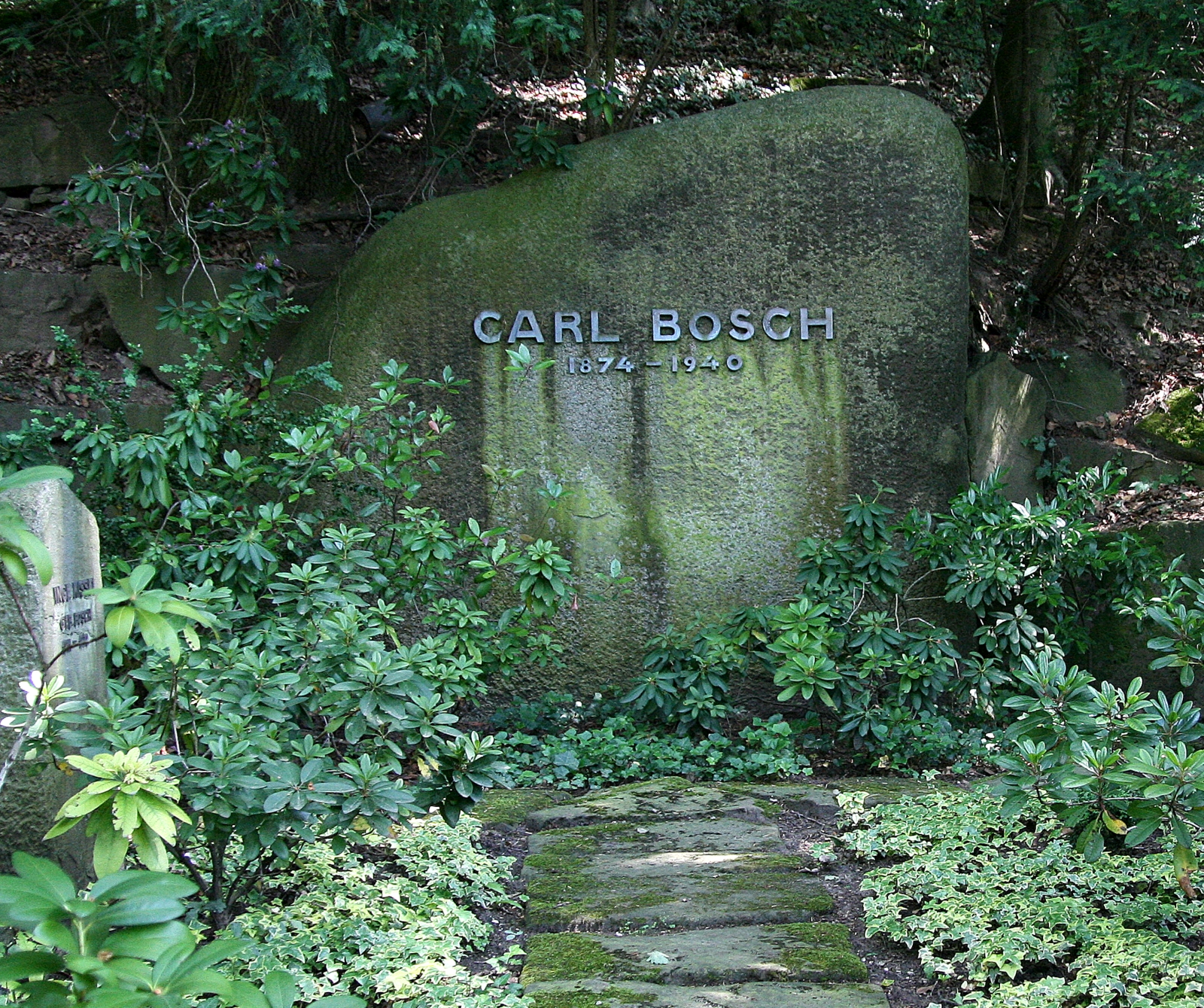
Carl Bosch sírja

- 1919 – a Német Kémiai Társaság Liebig-érme
- 1924 – Werner von Siemens-gyűrű
- 1931 – Kémiai Nobel-díj
- 1932 – az Osztrák Kereskedelmi Társaság Wilhelm Exner-érme
- A Bunsen Társaság Bunsen-érme
- Arany Grashof-emlékérem
- Carl Lueg-emlékérem

Carl Boscht díszdoktorává választotta a Karlsruhei Műszaki Főiskola (1918), a Berlini Mezőgazdasági Főiskola (1921), a Müncheni Műszaki Főiskola (1922), a Hallei Egyetem (1927) és a Darmstadti Műszaki Főiskola (1928).
Róla nevezték el a 7414 Bosch aszteroidát.

## Magánélete
Carl Bosch 1902-ben feleségül vette Else Schilbackot. Egy fiuk és egy lányuk született. Nagy természettudományos gyűjteményt állított össze lepkékből, bogarakból ásványokból, drágakövekből. Ásvány- és meteoritgyűjteménye a Yale Egyetemhez, majd a Smithsonian Intézethez került. Idős korára politikai mellőzöttsége miatt depresszió és alkoholizmus kerítette hatalmába.  
Carl Bosch 1940. április 26-án halt meg Heidelbergben. 